# پابلو کرر
پابلو دامیان کِرِر (به انگلیسی: Pablo Damian Crer) (متولد ۱۲ ژوئن ۱۹۸۲ در سانتافه) بازیکن والیبال اهل آرژانتین، عضوتیم ملی والیبال آرژانتین و باشگاه سیوداد دبولیوار است.